# Casa Bottelli
La Casa Bottelli es un palacio histórico de Milán en Italia situado en el n.º 16 de la piazza Castello.

## Historia
El edificio fue construido según el proyecto del arquitecto Romeo Bottelli a finales del siglo XIX de forma paralela al acondicionamento del área alrededor del Castillo Sforzesco.

## Descripción
Su fachada curva, para adaptarse a la forma circular de la plaza, constituye un ejemplo notable de la arquitectura tardoecléctica en la que elementos clásicos de diversos estilos conviven con añadidos modernos de la época: el palacio se inspira fundamentalmente en el tardo renacimiento lombardo. Por este motivo, el frente presenta yuxtaposiciones de varios elementos arquitectónicos como columnas de orden dórico a las que se han añadido columnas de candelabro, ventanas con tímpano curvo, con medallones y  esgrafiados en los espacios entre las ventanas, mientras que la balconada de la planta noble está ejecutada en yeso y forjas de hierro.